# Alfenide

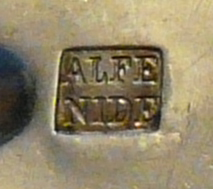

Alfénide ist eine weniger gebräuchliche Bezeichnung für ein Material, welches eine Legierung aus Nickel, Kupfer und Zink ist. Daraus werden profanes und sakrales Gerät, Münzen, Schilder und ähnliches hergestellt. Häufig werden die Erzeugnisse nachträglich galvanisch versilbert.
Noch zum Beginn des 20. Jahrhunderts gab es unter anderem in Berlin zahlreiche Manufakturen, die Alfenidewaren anboten. Aber auch die Firma Kayserzinn in Köln bot Alfenidewaaren (sic!) an. Die ersten Produkte mit dieser Bezeichnung kamen ab 1888 durch die französische Alfénide-Gießerei Christofle auf den Markt. Es ist ein anderes Warenzeichen für Alpaka.